# Congosto (stacja metra)
Congosto – stacja metra w Madrycie, na linii 1. Znajduje się w dzielnicy Villa de Vallecas, w Madrycie i zlokalizowana jest pomiędzy stacjami Villa de Vallecas a La Gavia. Została otwarta 4 marca 1999.